# Rue Vandamme
La rue Vandamme est une voie située dans le quartier du Montparnasse du 14e arrondissement de Paris, en France.

## Situation et accès
La rue Vandamme est accessible par la ligne 13 à la station Gaîté.

## Origine du nom
Cette voie porte depuis 1865 le nom du général d'Empire Dominique René Vandamme (1770-1830).

## Historique
L’ancien « chemin de la Gaité » reliait la rue de la Gaité au chemin des Fourneaux. Son autre extrémité est l’actuelle rue du Cotentin. Il a été amputé par l’implantation du chemin de fer de l'Ouest.
Antérieurement rue du Théâtre entre la rue de la Gaîté et l'avenue du Maine, et rue de la Gaîté entre l'avenue du Maine et la rue du Château en 1836, ces anciennes voies des communes de Vaugirard et de Montrouge sont rattachées à la voirie de Paris en 1863, la rue bénéficie depuis le XIXe siècle de l'activité des théâtres de la rue de la Gaîté et tient son premier nom de « rue du Théâtre » de cette spécificité.
Par décret du 2 octobre 1865, les rues du Théâtre et de la Gaîté sont fusionnées sous le nom de « rue Vandamme ». Vers 1870 se dressait à leur angle une célèbre rotonde accueillant le bal des Mille-Colonnes. Cette rotonde fut ensuite transformée en cinéma, le Cinevog-Gaité. 
Depuis les années 1960, la rue Vandamme a été amputée de toute sa partie pittoresque au sud de l'avenue du Maine au profit de l'opération d'aménagement de la ZAC Jean-Zay qui a profondément bouleversé la configuration du secteur Plaisance-Vandamme.

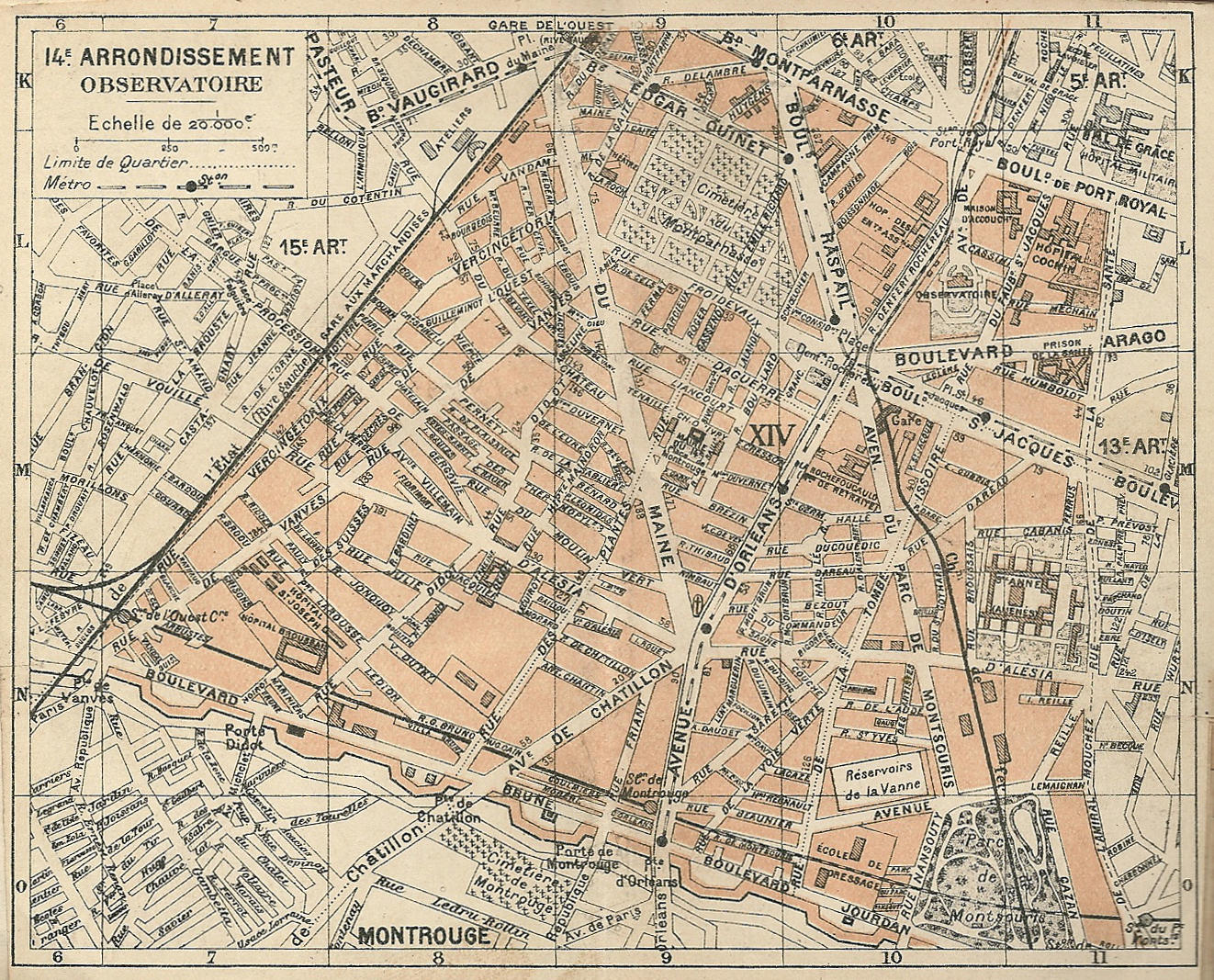
La rue Vandamme sur un ancien plan du 14e arrondissement, entre 1905 et 1921.
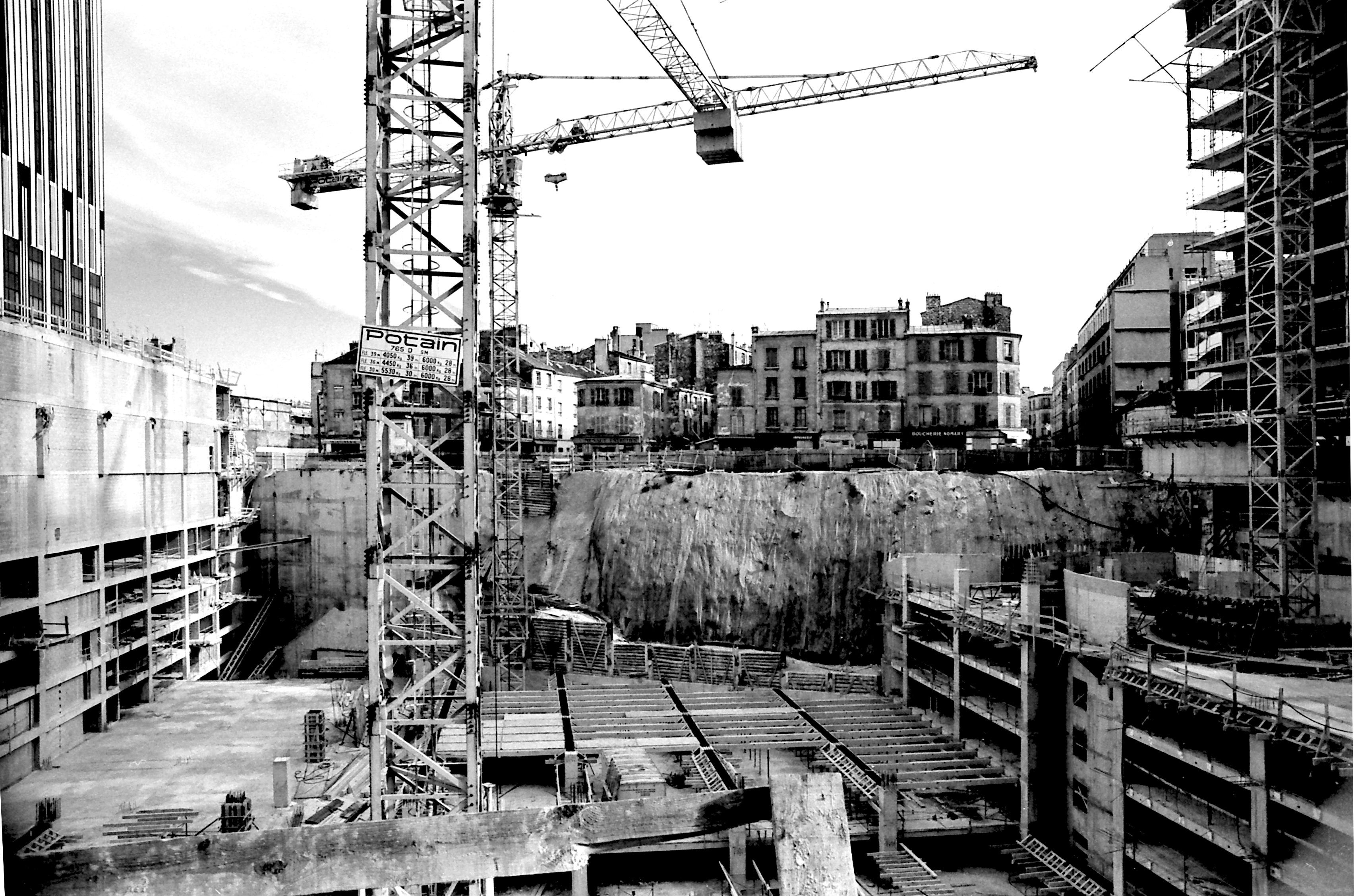
Chantier dans l'« îlot Vandamme » de la ZAC Jean-Zay, 1974.
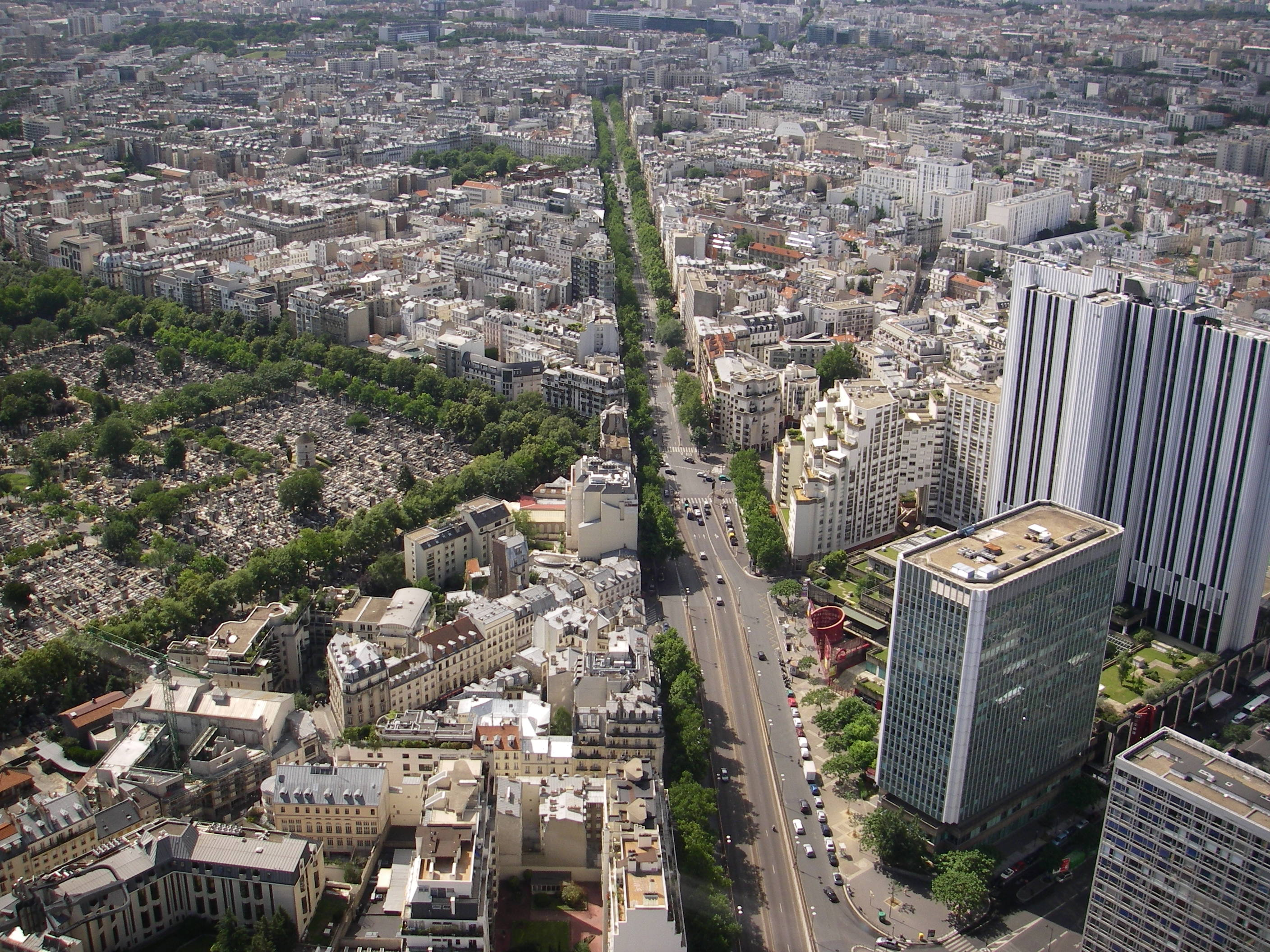
La rue Vandamme vue du sommet de la Tour Montparnasse, 2005.

## Bâtiments remarquables et lieux de mémoire

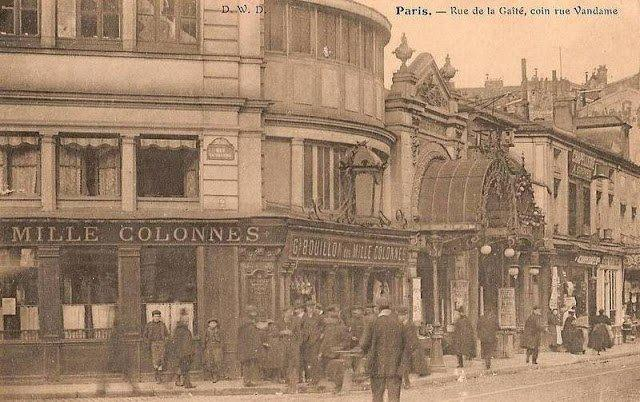
Les Mille-Colonnes vers 1900.

- À l'angle de la rue Vandamme et de la rue de la Gaîté (actuel no 20 bis), emplacement de l'ancien café, restaurant (Grand Bouillon des Mille-Colonnes vers 1900[3]), bal publique populaire, salle de réunion et banquets des Mille-Colonnes (1833), qui comptera un cinéma de 1907 à fin 1930. Un complexe cinématographique ouvert en 1976 sur son emplacement reprend le nom des « Mille-Colonnes », puis devient le cinéma Cinevog-Montparnasse, qui disparaîtra en 1991.
- No 31 (disparu) : l'écrivain Jules Romains situe à ce numéro la boutique de papeterie-mercerie fictive de Sophie Parente, également marchande de journaux[4] (Voir aussi ci-dessous: Évocations littéraires de la rue Vandamme).
- Nos 42 et 44 (disparus) : impasse Vandamme, décrite par Georges Duhamel et mentionnée dans un roman de Patrick Modiano (voir aussi ci-dessous: Évocations littéraires de la rue Vandamme).
- No 45 (disparu) : le sculpteur espagnol Julio González eut un atelier à cette adresse de 1913 à 1919[5].
- No 68 (disparu) : atelier occupé par Auguste Lançon (1840-1885), artiste peintre, aquarelliste, graveur et sculpteur animalier. Célibataire et volontairement solitaire, il y demeure jusqu'à la fin de sa vie et meurt à l'hôpital Necker[6], situé à proximité.
- No 79 : le  dirigeable « Pax » s’écrase, à cet emplacement, le 12 mai 1902. Les aéronautes Georges Saché et Augusto Severo périrent dans l’accident. Deux rues dans l’arrondissement leur rendent hommages[7].

## Évocations littéraires de la rue Vandamme
Dans Les Hommes de bonne volonté (tome 2, paru en 1932) de Jules Romains, la maîtresse de Leheudry, Sophie Parent, habite au 31 de cette rue. Les Sœurs Vatard de Joris-Karl Huysmans y demeurent aussi. Elle est le cadre d'une nouvelle fantastique du même auteur, Émilienne, publiée en avril 1921 dans la Revue hebdomadaire. 
Dans Le Notaire du Havre (1931), Georges Duhamel situe le domicile de la famille Pasquier dans cette rue.
Dans le premier quart du XXe siècle, la rue Vandamme est utilisée littérairement en 1923 par Georgius dans sa comédie-dramatique en deux actes, La Pucelle de la rue Vandamme. Dix ans après, Georges Duhamel situe dans cette rue (plus précisément dans l'ancienne impasse Vandamme) l'appartement de la famille Pasquier dans les deux premiers volumes — Le Notaire du Havre (1933) et Le Jardin des bêtes sauvages (1934) — de la Chronique des Pasquier,.
En 2005, Alain Paucard, dans Paris est un roman, dédie un chapitre à la rue. Mais c'est surtout Patrick Modiano, grand écrivain de la géographie parisienne, qui fait mention de la rue et de l'impasse Vandamme dans son roman L'Herbe des nuits (2012), en en donnant une description mémorielle au milieu des années 1960 avant les profonds changements liés à la restructuration de la zone Maine-Montparnasse et à l'époque contemporaine.
Enfin, Homéric, dans Œdipe de cheval (1992), en fait une simple mention sans développer d'élément particulier concernant la voie.